# Веселый, Богумил
Богумил Веселый (чеш. Bohumil Veselý; род. 18 июня 1945, Прага, Чехословакия) — чехословацкий футболист, полузащитник.

## Клубная карьера
Во взрослом футболе дебютировал в 1963 году выступлениями за пражскую команду «Спарта», в составе которой был на протяжении всей карьеры. С клубом он дважды становился чемпионом Чехословакии в сезонах 1964/65 и 1966/67, а в 1964 и 1972 годах выигрывал Кубок Чехословакии. В 1964 году он выиграл Кубок Митропы.

## Карьера в сборной
В 1967 году дебютировал в официальных играх в составе национальной сборной Чехословакии.
В составе сборной был участником чемпионата мира 1970 года в Мексике. Он сыграл в двух матчах, но его команда не преодолела групповой этап.
Всего за свою семилетнюю карьеру в сборной, провёл в её составе 26 матчей, забив 3 гола.